# Videojuego en línea

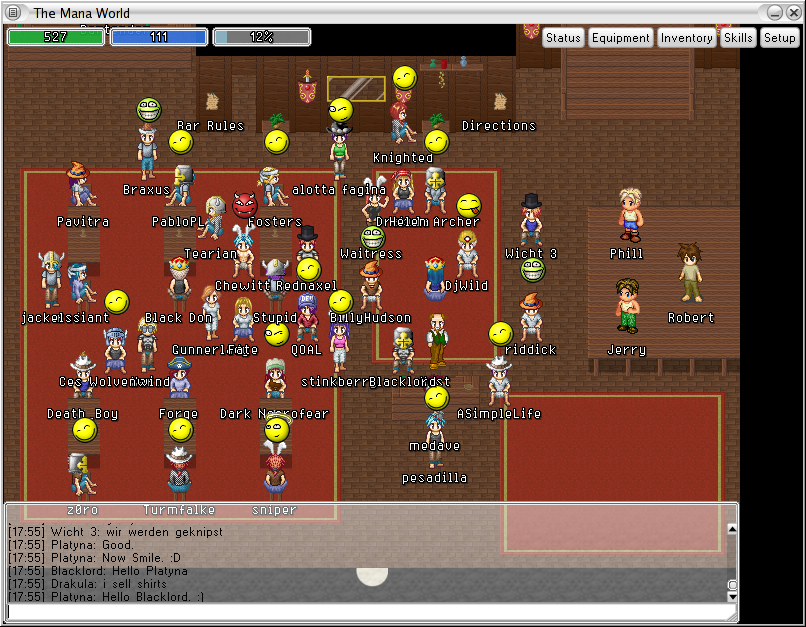
Ejemplo de videojuego en línea.

Los videojuegos en línea son aquellos videojuegos jugados a través de Internet. Los videojuegos en línea han posibilitado la aparición de nuevas formas del videojuego como los deportes electrónicos, los videojuegos como servicio, o los videojuegos de navegador.
Existen géneros de videojuegos que se juegan exclusivamente en línea como los MMO, o los MOBAs.

## Mercado de los videojuegos en línea
La historia de los videojuegos en línea se remonta al comienzo de las primeras redes de computadoras en los años 1970. Uno de los primeros ejemplos fue MUD (Multi-User Dungeons, en español traducido como "mazmorra multiusuario"), un videojuego de rol basado en texto creado en la universidad de Essex en 1978. Originalmente funcionaba en una red local de la universidad, hasta que se conectó a ARPANet en 1980, por lo que puede considerarse como el primer videojuego en línea de la historia.
El primer juego multiusuario que incorporó imágenes fue Hábitat en 1986, creado por LucasArts y destinado para el Commodore 64. De él surgieron posteriormente juegos como el «Ultima Online».
Pero la verdadera revolución de los juegos en red surgió en 1993 con la creación de la World Wide Web. Los usuarios tenían la posibilidad de acceder gratuitamente a versiones reducidas de videojuegos para ordenador con fines básicamente promocionales, como es el caso de la primera entrega del Doom. Además la rápida difusión de Internet como medio de entretenimiento facilitó la mejora de las tecnologías para la conexión en red de usuarios y su acercamiento a la sociedad.
Es importante destacar también el auge de las videoconsolas que, desde principios de la década de los 90, sirven de entretenimiento tanto a niños como a mayores. La primera consola que incorporó la posibilidad de conexión a Internet para jugar en red fue Sega Saturn, que a partir del lanzamiento de su aditamento Sega NetLink, consistente en un módem de 28 Kbps permitió el uso de correo electrónico, navegador web y la posibilidad de juegos multijugador a través de Internet. Luego seguiría la consola Sega Dreamcast, lanzada en Japón en 1998, que incluía de fábrica un módem de 56 Kbps. A partir de ella las mayoría de las consolas que le siguieron como PlayStation 2, Xbox y Gamecube y portátiles como Nintendo DS o PlayStation Portable, empezaron a ofrecer la posibilidad de ser conectadas en Internet. 

## Extensión a redes móviles
En 2001, las principales compañías móviles anunciaron el Foro de Interoperabilidad de Juegos Móviles (MGI) que trabaja para definir una especificación de interoperabilidad de juegos móviles para los servidores basados en redes. Esto permitiría que los desarrolladores de juegos produzcan juegos móviles que puedan distribuirse a través de diferentes servidores de juegos y redes inalámbricas y puedan ser ejecutados en diferentes dispositivos móviles.
Con este foro, los miembros fundadores se comprometieron conjuntamente con la industria de los juegos móviles, para definir las API que permitirán a los desarrolladores producir juegos móviles en las redes inalámbricas en un modelo cliente-servidor. El objetivo era crear un estándar mundial.